# Alfred Albert Gervais
Alfred Albert Gervais (* 19. Dezember 1837 in Provins; † 1921 in Nizza) war ein französischer Admiral.

## Leben
Gervais trat 1852 in den Dienst der französischen Marine und beteiligte sich bereits während des Krimkriegs an der Beschießung von Bomarsund. 1860 nahm er am Zweiten Opiumkrieg teil, wurde 1862 Leutnant zur See und war dann zwischen 1864 und 1870 Ordonnanzoffizier der Kommandanten des ost- und westafrikanischen Geschwaders.
Gervais zeichnete sich 1870 bei der Verteidigung von Paris während des Deutsch-Französischen Kriegs aus. 1871 wurde er Fregattenkapitän, führte dann Kommandos in Ozeanien und Cochinchina, wurde 1878 Marineattaché bei der französischen Botschaft in London. 1879 ernannte man ihn zum Kapitän, dann ging er 1880 als Kommandant zum Geschwader des Pazifischen Ozeans.
1882 erfolgte die Ernennung Gervais’ zum Mitglied des Rats für Marinearbeiten und der Hydrographischen Kommission. 1884 kehrte er in den aktiven Dienst zurück und wurde Kommandeur im Mittelmeer-Geschwader. Kurze Zeit später wurde er dann in den Marinerat berufen und 1886 unter dem Minister Aube Chef des Marinestabs und Ministerialdirektor. Nach einem kurzen Kommando des Geschwaders in Brest, wo er am 9. September 1887 zum Konteradmiral befördert wurde, kehrte er als Stabschef in das Ministerium Krantz zurück.
Im Dezember 1889 wurde Gervais zum Oberbefehlshaber des nordischen Panzergeschwaders ernannt. Er bereiste dann die Ostsee, erhielt einen großen Empfang in Kopenhagen und Stockholm und wurde anlässlich des Aufenthalts der französischen Schiffe in Kronstadt 1891 ebenfalls begeistert aufgenommen. Die Empfangsfeierlichkeiten trugen den Charakter eines Verbrüderungsfestes zwischen Russen und Franzosen. Nach der Rückkehr begab sich Gervais auf Einladung von Königin Victoria nach Portsmouth, wo der französischen Flotte ebenfalls ein glänzender Empfang bereitet wurde. Am 10. Februar 1892 wurde Gervais zum Vizeadmiral ernannt und kam als Generalstabschef in das Marineministerium. 1894 wurde er zum Chef des Reservegeschwaders im Mittelmeer ernannt, 1895 bis 1896 dann Chef der aktiven Mittelmeerflotte, dem höchsten Marinekommando der französischen Flotte.
Nachdem Gervais im Frühjahr 1896 zum kommandierenden Admiral ernannt worden war, befehligte er zwischen 1896 und 1900 das Hauptübungsgeschwader im Mittelmeer und 1901 das Kanalgeschwader, das den Zaren in Dünkirchen empfing.